# Triosonata
Triosonata, sonata à 3, är en musikform, som ofta förekom under barocken. 
Skrevs för generalbas plus ytterligare två instrument.
En specialform är triosonatorna för ett instrument (där trio får stå för tre stämmor) – till exempel de sex av Johann Sebastian Bach, BWV 525-530. De framförs numera oftast på orgel, fast pedalklavikord eller pedalcembalo också vore tänkbara. 
Tonsättare som däremot skrivit triosonater direkt för orgel, är bland andra Jean Langlais och Kurt Hessenberg, men då dessa är skrivna långt senare än under barocken är det tveksamt om de på svenska bör kallas triosonator eller triosonater.